# The Marriage Ring
The Marriage Ring é um filme de drama mudo produzido nos Estados Unidos e lançado em 1918.